# The Adventure at Briarcliff
The Adventure at Briarcliff è un cortometraggio muto del 1915 scritto, diretto e interpretato da Tom Moore.

## Produzione
Il film fu prodotto dalla Kalem Company. Venne girato nel 1914.

## Distribuzione
Distribuito dalla General Film Company, il film - un cortometraggio in due bobine - uscì nelle sale statunitensi l'11 gennaio 1915.